# Округа департамента Гваделупа

Административное деление Гваделупы

Административное деление Гваделупы. В настоящее время французский департамент Гваделупа состоит из двух округов:
- Бас-Тер, в состав которого входят 17 кантонов и 18 коммун. Численность населения округа Бас-Тер равна 192 492 человека (на 2011 год).
- Пуэнт-а-Питр, в состав которого входят 23 кантона и 14 коммун. Численность населения округа Пуэнт-а-Питр равна 212 143 человек (на 2011 год).

В состав Гваделупы входил и ещё один, третий округ — Сен-Мартен-Сен-Бартелеми, состоявший из 3 кантонов и 2 коммун, с числом жителей в 35 930 человек (на 2006 год). Однако 22 февраля 2007 года этот округ проголосовал за выход из состава Гваделупы.
| № | Округ        | Административный центр | Площадь, км² | Население, чел. (2011) | Плотность, чел./км² |
| - | ------------ | ---------------------- | ------------ | ---------------------- | ------------------- |
| 1 | Бас-Тер      | Бас-Тер                | 854          | 192 492                | 225,40              |
| 2 | Пуэнт-а-Питр | Пуэнт-а-Питр           | 774          | 212 143                | 274,09              |
|   | Всего        |                        | 1628         | 404 635                | 248,55              |